# Ivan Dimitrov (futebolista)
Ivan Milanov Dimitrov (Sófia, 14 de maio de 1935 – 1 de janeiro de 2019) foi um futebolista profissional e treinador búlgaro, que atuava como defensor.

## Carreira
Ivan Dimitrov fez parte do elenco da Seleção Búlgara na Copa do Mundo de 1962 e 1970. 